# Handley Page O/400
Handley Page O/400 (Handley Page H.P.12) byl britský těžký bombardér, operačně nasazený od dubna 1918.
Konstrukce stroje přímo navazuje na předchozí typ Handley Page O/100 (Handley Page H.P.11), nejvýznamnějšími změnami jsou montáž výkonnějších motorů Rolls-Royce Eagle VIII místo motorů Rolls-Royce Eagle II nebo Eagle IV, a přepracovaný palivový systém. Díky výkonnějším motorům a konstrukčním změnám které zdokonalily aerodynamiku stroje vzrostla maximální rychlost letounu (u hladiny moře) o 35 km/h, ze 122 na 157 km/h.
Prvními jednotkami RAF, které dostávají do výzbroje tento letoun, byly 207., 215. a 216. squadrona, všechny tři obdržely první stroje od března do května 1918 (jako první je v březnu dostává 216. squadrona, v té době ještě jako 16. squadrona RNAS). Z těchto tří squadron byl zformován No. 41 Wing (později rozšířený na VIII Brigade), od 6. června 1918 součást k tomuto datu zformované Independent Air Force.

## Squadrony vyzbrojené typem Handley Page O/400
- 58. squadrona
- 70. squadrona
- 97. squadrona
- 100. squadrona
- 115. squadrona
- 116. squadrona
- 207. squadrona
- 214. squadrona
- 215. squadrona
- 216. squadrona (před 1. dubnem 1918 16. squadrona RNAS)

## Popis konstrukce
Handley Page O/400 byl těžký dvoumotorový bombardér, třípříhradový dvouplošník s pevným ostruhovým podvozkem.

## Specifikace (Handley Page O/400)

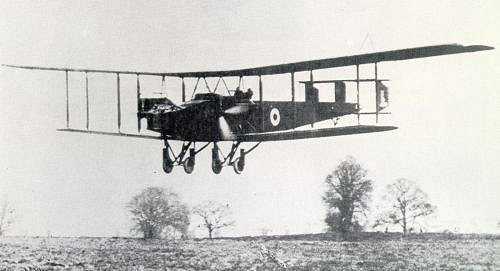
Handley Page O/400 přistává na letišti Andover v listopadu 1918

### Technické údaje
- Posádka: 4–5
- Rozpětí: 30,480 m
- Délka: 19,158 m
- Výška: 6,705 m
- Nosná plocha: 153,10 m²
- Hmotnost prázdného letounu: 3856 kg
- Vzletová hmotnost: 6060 kg
- Pohonná jednotka: 2 × kapalinou chlazený vidlicový dvanáctiválec Rolls-Royce Eagle VIII
  - Výkon motoru: 2 × 360 hp (268,5 kW)

### Výkony
- Maximální rychlost:
  - 157 km/h (u hladiny moře)
  - 140 km/h (ve výšce 1524 m)
- Operační dostup: 2591 m
- Čas výstupu do výšky 1524 m: 23 minut
- Vytrvalost: 8 hodin

### Výzbroj
- 5 × pohyblivý kulomet Lewis ráže 7,7 mm (2 v oběžném kruhu Scarff na přídi, 2 na hřbetu trupu a 1 v otvoru v podlaze trupu)
- maximálně 907 kg pum